# Rodolfo Aricò
Rodolfo Aricò (Milano, 3 giugno 1930 – Milano, 22 giugno 2002) è stato un pittore e scenografo italiano.

## Biografia
Rodolfo Aricò nasce a Milano il 3 giugno 1930.
Tra il 1946 e il 1950 frequenta il Liceo Artistico di Brera, dove ha come professore di storia dell’arte Guido Ballo. Dopo il liceo si iscrive alla Facoltà di Architettura del Politecnico di Milano e inizia a coltivare, oltre all'interesse per l'architettura, anche quello per la pittura. Nel 1957 ha l'occasione di esporre per la prima volta le proprie opere in una mostra personale, alla Galleria Bergamini di Milano e l'anno successivo conosce Carlo Grossetti che, nel 1959, lo invita a tenere una mostra personale alla galleria Salone Annunciata a Milano.

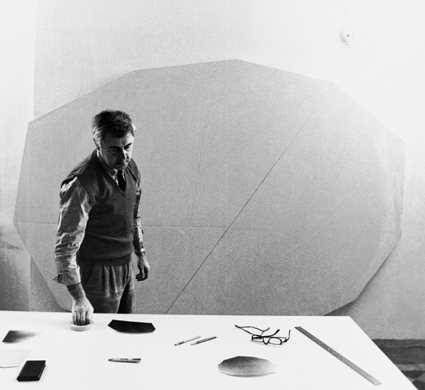
Rodolfo Aricò, Milano 1984

Dopo aver partecipato alla mostra Nuove prospettive della pittura italiana a Palazzo Re Enzo a Bologna nel 1962, espone l'opera Trittico dell'esistenza nell'ambito della XXXII Biennale di Venezia (1964).
Dalla metà degli anni Sessanta Aricò trae ispirazione dal lavoro dell'artista francese Robert Delaunay e lavora alla figura di un archetipo costituito da due dischi, le cui circonferenze si intersecano secondo diverse direttrici ortogonali. Nel 1965 il critico e storico dell'arte Roberto Sanesi, che aveva già curato la mostra personale del 1959 al Salone Annunciata, pubblica il volume Reperti: per uno studio sulla pittura di Rodolfo Aricò e nello stesso anno Aricò viene invitato a partecipare alla IX Quadriennale di Roma. Proprio in occasione della sua partecipazione alla rassegna romana, la Galleria Nazionale d’Arte Moderna acquisisce l'opera Work in progress Le “simultanee forme” di Delaunay.
Dal 1966 approfondisce la riflessione sugli aspetti oggettuali del fare artistico e nel 1967 espone le proprie opere alla Galleria L'Attico di Roma in una personale corredata da un catalogo con testo di Giulio Carlo Argan. Aricò viene invitato alla XXXIV Biennale di Venezia (1968) e realizza, all'interno di una sala personale, uno spazio ambientale costituito da opere di grandi dimensioni. In questo periodo è assistente di Toti Scialoja al Liceo Artistico di Brera e stringe con lui un rapporto d'amicizia.
Nel 1969 espone al Salone Annunciata di Milano Pondus, un'opera composta da quattro grandi strutture tridimensionali che invadono lo spazio della galleria milanese (l'opera fa ora parte della collezione dei Musei Civici di Cagliari) e tiene la sua prima mostra personale negli Stati Uniti, alla Deson-Zacks Gallery di Chicago.
A partire dall'inizio degli anni Settanta Aricò si concentra sulla reinterpretazione della visione umanistica della storia dell'arte e degli archetipi dell'architettura. Inizia in questo periodo a utilizzare strati sottili di pittura a spruzzo, che sovrappone in diverse stesure fino a creare un risultato di apparente monocromia. Il tema umanistico emerge anche dai titoli dei lavori creati in questi anni - Arco, Quattrocento, Prospettiva per Paolo Uccello.
Nel 1971 ottiene un incarico come insegnante di Scenografia presso l'Accademia di Belle Arti di Urbino. Dopo aver esposto alcuni suoi lavori nell'ambito della mostra Iononrappresentonullaiodipingo (1973) tenutasi presso la galleria Studio La Città di Verona, inaugura una personale antologica al Centro Internazionale delle Arti e del Costume di Palazzo Grassi a Venezia (1974); qui presenta opere di grandi dimensioni, che sono il frutto della ricerca strutturale e oggettuale avviata dalla metà degli anni Sessanta. Nel 1974, inoltre, incontra Carlo Invernizzi ed instaura con il poeta quello che Aricò stesso ha definito “un sodalizio senza soluzione di continuità per circa trent'anni [...] con influenza intellettiva e spirituale”.
Nel 1975 partecipa a numerose mostre, tra cui Peinture italienne d'aujourd'hui (Galerie Espace 5, Montréal; Galerie Templon, Parigi), Empirica: l'arte tra addizione e sottrazione (Rimini; Museo di Castelvecchio, Verona), Trompe l'oeil (Galleria Stendhal, Milano) e Spazio attivo/Struttura (Studio Marconi, Milano; Galleria Rondanini, Roma), organizzata da Guido Ballo . Nel 1977 il Comune di Ferrara invita Aricò a tenere una mostra antologica negli spazi del Padiglione d'arte contemporanea di Parco Massari e nel 1978 gli viene commissionata la realizzazione di una scenografia per il "Teatro dell'Assurdo" di Tardieu al Teatro Pier Lombardo di Milano. Nello stesso anno gli viene assegnata la cattedra di Scenografia presso l'Accademia di Belle Arti di Brera e l'artista prende parte alla mostra I nodi della rappresentazione presso il Museo d'arte della città di Ravenna, in cui vengono letti i rapporti analogici tra architettura e pittura. In questa occasione Aricò presenta l'opera Scena di Ravenna, che rappresenta una contaminazione tra pittura, scenografia e architettura.

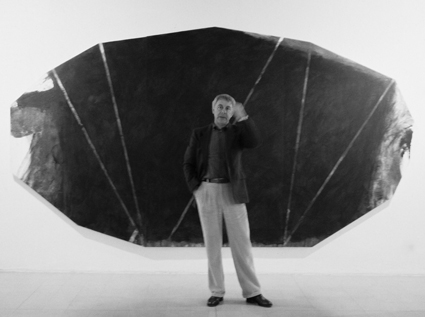
Rodolfo Aricò, Milano 1987

Nel 1980 la Casa del Mantegna di Mantova ospita la mostra Rodolfo Aricò. Mito e architettura dove viene esposta l'opera Scena di Mantova, composta da sei tele sospese, appese su tre diversi livelli di profondità, che danno vita nella visione d'insieme all'immagine di un timpano. Aricò continua a focalizzare la propria attenzione sull'indagine delle relazioni tra architettura, pittura e mito. L'anno successivo partecipa a Linee della ricerca artistica in Italia 1960/80 al Palazzo delle Esposizioni a Roma e a 30 anni d'arte italiana 1950/80. La struttura emergente e i linguaggi espropriati a Villa Manzoni a Lecco.
Nel 1982 Aldo Rossi cura la mostra Idea e conoscenza al Palazzo dell’arte alla Triennale di Milano, dove Aricò espone Timpano. Pulvis. Aricò partecipa anche a Costruttività, mostra curata da Filiberto Menna, e alla XL Biennale di Venezia, dove espone l'opera Clinamen / Prometeo. Nel 1984 inaugura una mostra personale al Padiglione d’Arte Contemporanea di Milano insieme a Gianni Colombo e l'anno successivo partecipa con l'opera Portale, un'ulteriore riflessione sul rapporto percettivo tra scena e pittura, alla mostra L'intelligenza dell'effetto. La messa in scena dell'opera d'arte a Palazzo Dugnani a Milano.
Nel 1986 partecipa alla mostra itinerante - tra Francoforte, Berlino, Hannover, Bregenz e Vienna - 1960/1985. Aspetti dell'arte italiana, curata da Flavio Caroli ed espone l'opera Struttura (1968) alla XLII Biennale di Venezia nella sezione “Il colore”. In seguito prende parte a La forma emozionata (Galleria Morone, Milano) curata da Luciano Caramel. L'Associazione Culturale Amici di Morterone lo invita alla mostra Una ragione inquieta presso il Palazzo Municipale di Morterone e, nel gennaio 1987, espone suoi lavori alla Loggetta Lombardesca di Ravenna in Disegnata, una mostra curata da Concetto Pozzati. Nel 1988 partecipa all'esposizione itinerante Emotion und Methode alla Galerie der Künstler di Monaco di Baviera e poi al Kunstverein di Ingolstadt. Giovanni Maria Accame lo invita a prendere parte a Il museo degli artisti a Morterone ed a Ragione e trasgressione presso l'Ex Convento di San Rocco di Carpi.
Nel 1989 partecipa alle mostre Quei problematici anni Settanta. Dalle premesse alle conseguenze. Alcuni protagonisti della pittura e della scultura, curata da Giorgio Cortenova alla Galleria dei Banchi Nuovi di Roma, e La pelle dell'arte. Riflessioni sulla superficie a cura di Lorenzo Mango presso il Palazzo Municipale di Morterone e l'Istituto d'Arte Dosso Dossi di Ferrara.
Durante gli anni Novanta, Aricò realizza una serie di mostre personali in cui espone opere che riflettono maggiormente sulla relazione con lo spazio, inteso come "dramma" ed elemento della materialità in divenire. In parallelo all'attività artistica intensifica anche quella teorica e Aricò affianca agli scritti inerenti al proprio lavoro racconti visionari e fantastici di natura autobiografica.
Nel 1990 Elisabeth Bozzi lo invita ad esporre i suoi lavori nella mostra Divina mania. Una poetica bicipite, occasione in cui le ricerche artistiche di Rodolfo Aricò, Carlo Ciussi e Pino Pinelli sono messe in relazione alla poetica di Carlo Invernizzi. Nello stesso anno la galleria Lorenzelli Arte di Milano riunisce in mostra lavori di Rodolfo Aricò, Piero Dorazio e Vittorio Matino e la Galleria Studio Grossetti inaugura A proposito di pittura, Aricò, Gastini, Nigro.
Nel 1991 lo Studio Carlo Grossetti gli dedica l'antologica Aricò '70 e il Comune di Milano organizza presso il Liljevalchs Konstall di Stoccolma la mostra, curata da Elena Pontiggia ed Elio Santarella, Il miraggio della liricità in cui vengono esposte opere della seconda metà degli anni Sessanta. Nel 1993 viene invitato con Gianfranco Pardi al Palazzo comunale di Venzone per la mostra La memoria dell'antico e l'anno successivo partecipa a Venezia e la Biennale alla Galleria d'Arte Moderna di Ca' Pesaro a Venezia.
Nel 1995 prende parte a Trilogia 5 al Centro espositivo della Rocca Paolina di Perugia e due anni dopo, nel 1997, presenta alla galleria A arte Studio Invernizzi di Milano opere cariche di spiritualità dal titolo Sere. Prende parte all'esposizione Gefühle der Konstruktion presso il Museum Rabalderhaus di Schwaz e, nel 1998, alla mostra Arte italiana. Ultimi quarant'anni. Pittura aniconica presso la Galleria d'Arte Moderna di Bologna.
Nel 2000 l'Associazione Culturale Amici di Morterone lo invita alla mostra itinerante Il corpofigura dell'immagine. Aspetti dell'arte italiana dal dopoguerra ad oggi (Städtische Galerie, Rosenheim; Musei Civici di Villa Manzoni, Lecco; Städtische Galerie Villa Zanders, Bergisch Gladbach) e nello stesso anno l'Istituto di Pittura dell'Accademia di Belle Arti di Bologna presenta la mostra Rodolfo Aricò, opere su carta.
Nel 2001 la Galleria Spazio Annunciata di Milano inaugura la sua ultima mostra personale.
Aricò muore a Milano il 22 giugno 2002.
Nel 2005 si tiene all'Institut Mathildenhöhe di Darmstadt una sua retrospettiva.
Nel 2013 la Peggy Guggenheim Collection di Venezia gli dedica uno speciale approfondimento espositivo ed editoriale in occasione della mostra Postwar. Protagonisti italiani.
Nell'ottobre 2014 inaugura alle Gallerie d’Italia - Piazza Scala la mostra Rodolfo Aricò. Pittura inquieta, dedicata all'ultima stagione creativa dell'artista, con la presentazione di sue opere degli anni Novanta dalle collezioni Intesa Sanpaolo e la prima pubblicazione integrale dei suoi racconti.

## Mostre

### Esposizioni personali (selezione)
- Rodolfo Aricò, Galleria Bergamini, Milano, 1957.
- Rodolfo Aricò,  Salone Annunciata (archiviato dall'url originale l'11 maggio 2018), Milano, 1959.
- Aricò,  Salone Annunciata (archiviato dall'url originale l'11 maggio 2018), Milano, 1966.
- Aricò 67, Galleria L’Attico, Roma, 1967.
- Rodolfo Aricò. XXXIV Esposizione Internazionale d’Arte La Biennale di Venezia (Sala Personale), Padiglione Centrale, Venezia, 1968.
- Pondus. Mostra personale di Rodolfo Aricò,  Salone Annunciata (archiviato dall'url originale l'11 maggio 2018), Milano, 1969.
- Rodolfo Aricò,  Palais des Beaux-Arts, Bruxelles, 1969.
- Aricò, Deson-Zaks Gallery, Chicago, 1969.
- Rodolfo Aricò,  Studio La Città, Verona, 1972.
- Rodolfo Aricò, Palazzo Grassi, Centro Internazionale delle Arti e del Costume, Venezia, 1974.
- Aricò, Padiglione d’Arte Contemporanea - Parco Massari, Ferrara, 1977.
- Rodolfo Aricò. Mito e architettura, Casa del Mantegna, Mantova, 1980.
- Rodolfo Aricò, Padiglione d’Arte Contemporanea, Milano (con Gianni Colombo), 1984.
- Rodolfo Aricò, Galleria Turchetto/Plurima, Milano, 1989.
- Aricò ’70. Carte, progetti, tele. Anni ’60 e ’70,  Studio Carlo Grossetti, Milano, 1991.
- Aricò. Pitture recenti,  Lorenzelli Arte. URL consultato il 30 luglio 2019 (archiviato dall'url originale il 12 maggio 2018), Milano, 1993.
- Rodolfo Aricò, Galleria Turchetto/Plurima, Milano, 1994.
- Rodolfo Aricò, Galleria Corraini, Mantova, 1994.
- Rodolfo Aricò. Sere,  A arte Studio Invernizzi, Milano, 1997.
- Aricò,  Spazio Annunciata (archiviato dall'url originale l'11 maggio 2018), Milano, 2001.
- Im Element. Die Kraft des Kosmischen und des Irdischen im Werk von Rodolfo Aricò und Rudi Wach,  Kaiserliche Hofburg Innsbruck, Innsbruck; Palazzo Trivulzio, Melzo, 2003.
- Rodolfo Aricò. Anti-form. Works 1958-1975, Barbara Behan Contemporary Art, Londra, 2005.
- Rodolfo Aricò. Annäherungen an das Absolute,  Institut Mathildenhöhe Darmstadt, Darmstadt, 2005.
- Rodolfo Aricò. Un erotico germinante. L’opera di Rodolfo Aricò negli anni Ottanta,  A arte Studio Invernizzi, Milano, 2009.
- Rodolfo Aricò, in Postwar. Protagonisti italiani, Collezione Peggy Guggenheim, Venezia, 2013.
- Rodolfo Aricò. Pittura inquieta. Gli anni Novanta,  Gallerie d’Italia. - Piazza della Scala, Milano, 2014.
- Omaggio a Rodolfo Aricò, Accademia di Belle Arti di Brera, Milano, 2014.
- Rodolfo Aricò. Line of Demarcation,  Luxembourg&Dayan, Londra, 2016.

### Esposizioni collettive (selezione)
- Mostra della giovane pittura italiana,Yale University, New Haven, 1957.
- Giovani artisti italiani, Palazzo della Permanente, Milano, 1958.
- Possibilità di relazione, Galleria L’Attico, Roma, 1960.
- 7 Italian Artists, Cambridge Art Association, Boston, 1961.
- A First American Showing of 7 Young Artists from Milan, Cambridge Art Association, Boston, 1962.
- Alternative attuali. Rassegna Internazionale. Architettura, pittura, scultura d’avanguardia, Castello Cinquecentesco, L’Aquila, 1962.
- Oltre l’Informale. IV Biennale Internazionale d’Arte, Palazzo del Kursal, San Marino, 1963.
- VII Bienal de São Paulo, San Paolo, 1963.
- XXXII Esposizione Internazionale d’Arte La Biennale di Venezia, Padiglione Centrale, Venezia, 1964.
- IX Quadriennale Nazionale d’Arte di Roma, Palazzo delle Esposizioni, Roma, 1965.
- Aspetti dell’Arte Italiana Contemporanea, Galleria Nazionale d’Arte Moderna, Roma, 1966.
- XXIème Salon des Réalités Nouvelles, Parigi, 1966.
- XXXIV Esposizione Internazionale d’Arte La Biennale di Venezia, Padiglione Centrale, Venezia, 1968.
- Painting & Sculpture Today, Indianapolis Museum of Art, Indianapolis, 1970.
- I Mostra Internazionale d’arte “Hommage à Joan Miró”, Ciutat de Granollers, Barcellona, 1971.
- Aricò, Ortelli, Plessi, Pozzati, Sarri. XXXVI Esposizione Internazionale d’Arte La Biennale di Venezia, Padiglione Venezia, Venezia, 1972.
- Iononrappresentonullaiodipingo,  Studio La Città, Verona, 1973.
- Peinture italienne aujourd’hui. Italian Painting Today. Pittura Italiana Oggi, Galerie Espace, Montréal; Galerie Templon, Parigi, 1975.
- I nodi della rappresentazione, Pinacoteca Comunale, Loggetta Lombardesca, Ravenna, 1978.
- Arti Visive ’82. XL Esposizione Internazionale d’Arte La Biennale di Venezia, Padiglione Centrale, Venezia, 1982.
- 1960-1985. Aspekte der italienischen Kunst, Frankfurter Kunstverein, Frankfurt am Main; Haus am Waldsee, Berlino; Kunstverein Hannover, Hannover; Bregenzer Kunstverein Künstlerhaus, Bregenz; Hochschule für angewandte Kunst, Vienna, 1985.
- Colore. Teoria, ricerca, intuizione. XLII Esposizione Internazionale d’Arte La Biennale di Venezia, Giardini di Castello, Corderie dell’Arsenale, Venezia, 1986.
- Il museo degli artisti, Spazio espositivo Augusta Manzoni, Morterone, 1988.
- Impegno e poetica della pittura italiana, Auditorium Opera Pia De Ferrari, Moconesi; Museo Casabianca, Malo; Galleria San Luca, Bologna, 1992.
- Venezia e la Biennale: percorsi del gusto. XLVI Esposizione Internazionale d’Arte La Biennale di Venezia, Palazzo Ducale e Ca’ Pesaro, Venezia, 1995.
- Gefühle der Konstruktion. Künstler in Italien seit 1945. Il sentimento della costruzione. Artisti in Italia dal dopoguerra ad oggi, Museum Rabalderhaus, Schwaz, 1997.
- Proiezioni 2000. Lo spazio delle arti visive nella società multimediale. XIII Esposizione Nazionale Quadriennale d’Arte di Roma, Palazzo delle Esposizioni, Roma, 1999.
- Zwischen Figur und Körper. Aspekte der italienischen Kunst der Nachkriegszeit. Il corpofigura dell’immagine. Aspetti dell’arte italiana dal dopoguerra ad oggi, Städtische Galerie Rosenheim, Rosenheim; Musei Civici Villa Manzoni, Lecco; Städtische Galerie Villa Zanders, Bergisch Gladbach, 2000.
- Pittura Analitica. I percorsi italiani 1970-1980, Museo della Permanente, Milano, 2007.
- Hot Spots. Rio de Janeiro / Milano-Torino / Los Angeles 1956 - 1969, Kunsthaus Zürich, Zurigo, 2009.
- Temi & Variazioni. Dalla grafia all’azzeramento, Peggy Guggenheim Collection, Venezia, 2009.
- Gli irripetibili anni 60. Un dialogo tra Roma e Milano, Fondazione Roma Museo - Palazzo Cipolla, Roma, 2011.
- Cantiere del’900. Opere dalle collezioni Intesa Sanpaolo,  Gallerie d’Italia. URL consultato il 19 novembre 2019 (archiviato dall'url originale il 24 febbraio 2018). - Piazza Scala, Milano, 2012.
- Postwar. Protagonisti italiani, Peggy Guggenheim Collection, Venezia, 2013.

## Nei musei
- MAGI '900 di Pieve di Cento (BO)

### Pubblicazioni e cataloghi monografici (selezione)
- Roberto Sanesi, Reperti. Per uno studio sulla pittura di Rodolfo Aricò, Edizioni del Triangolo, Milano, 1965.
- Aricò 67, catalogo della mostra, a cura di Giulio Carlo Argan, Galleria L’Attico, Roma, 1967.
- Rodolfo Aricò, catalogo, XXXIV Biennale di Venezia, Venezia/Galleria Salone Annunciata, Milano, 1968.
- Rodolfo Aricò, catalogo della mostra, a cura di Guido Ballo, Galleria Vinciana, Milano, 1973.1976
- Rodolfo Aricò. Mito e architettura, catalogo della mostra, a cura di Gianni Contessi, testi di Gino Baratta, Francesco Bartoli, Casa del Mantegna, Mantova, 1980.
- Rodolfo Aricò, catalogo della mostra, a cura di Guido Ballo, Padiglione d’Arte Contemporanea, Milano, 1984.
- Aricò. L’inquietudine della ragione, a cura di Giovanni Maria Accame, Electa, Milano, 1990.
- Rodolfo Aricò. Annäherungen an das Absolute, catalogo della mostra, a cura di Klaus Wolbert, testi di Luca Massimo Barbero, Claudio Cerritelli, Massimo Donà, Carlo Invernizzi, Lorenzo Mango, Marco Meneguzzo,  Francesca Pola, Concetto Pozzati, Antonella Soldaini, Klaus Wolbert, Elmar Zorn, Institut Mathildenhöhe Darmstadt, Darmstadt, 2005.
- Aricò, catalogo della mostra, a cura di Luca Massimo Barbero, Collezione Peggy Guggenheim, Venezia, 2013.
- Rodolfo Aricò. Pittura inquieta. Gli anni Novanta ( Gallerie d’Italia. URL consultato il 19 novembre 2019 (archiviato dall'url originale il 24 febbraio 2018). - Piazza Scala, Milano), catalogo della mostra, a cura di  Francesca Pola, Skira, Milano, 2014.
- Rodolfo Aricò. Uno sguardo senza soggezione, catalogo della mostra, a cura di Luca Massimo Barbero, testo di Daria Ghirardini,  A arte Invernizzi.,  Lorenzelli Arte. URL consultato il 30 luglio 2019 (archiviato dall'url originale il 12 maggio 2018), Archivio Aricò, Milano, 2014.
- Omaggio a Rodolfo Aricò, catalogo della mostra, a cura di Roberto Casiraghi, Claudio Cerritelli e Marco Meneguzzo, Accademia di Belle Arti di Brera, Milano, 2014.
- Rodolfo Aricò. Line of Demarcation, catalogo della mostra, testi di Claire Gilman, Alex Bacon e  Francesca Pola, Luxembourg&Dayan, Londra, 2016.
- Rodolfo Aricò. Otto incontri sul teatro, testi di Rodolfo Aricò, Giorgio Albertazzi, Franco Fortini, Eugène Ionesco, Tadeusz Kantor, Gabriele Lavia, Umberto Orsini, Franco Rella e Josef Svoboda, Commissione Cultura dell’Accademia di Brera e Archivio Rodolfo Aricò, Milano, 2016.

### Pubblicazioni e cataloghi non monografici (selezione)
- Iononrappresentonullaiodipingo. Rodolfo Aricò, Carlo Battaglia, Giorgio Griffa, Claudio Verna, catalogo della mostra, testo di Maurizio Fagiolo Dell’Arco, Studio La Città, Verona, 1973.
- I nodi della rappresentazione, catalogo della mostra, a cura di Gianni Contessi, Pinacoteca Comunale, Loggetta Lombardesca, Ravenna, 1978.
- Linee della ricerca artistica in Italia. 1960/1980 (Palazzo delle Esposizioni, Roma), catalogo della mostra, a cura di Nello Ponente, testi di Maurizio Calvesi, Vittorio Fagone, Filiberto Menna, Arturo Carlo Quintavalle, Franco Solmi, Costantino Dardi, De Luca, Roma, 1981.
- Una ragione inquieta. Aricò, Castellani, Ciussi, Dadamaino, Legnaghi, Nigro, Pardi, Pinelli (Palazzo Municipale, Morterone), catalogo della mostra, a cura di Giovanni Maria Accame, poesie di Carlo Invernizzi, Pro Loco Morterone, Morterone, 1986.
- Lo spazio ridefinito. Aricò, Castellani, Coletta, Dadamaino, Garutti, Nagasawa, Pinelli, Staccioli, Vago, Varisco (Villa Burba, Rho; Villa Litta, Lainate; Villa Borromeo, Senago), catalogo della mostra, a cura di Francesco Tedeschi, Edizioni Gabriele Mazzotta, Milano, 1998.
- Pittura analitica. Una ricognizione storica. Italia 1966-1978 (Museo Angelo Bozzola, Castello Visconteo-Sforzesco, Galliate), catalogo della mostra, a cura di Marco Meneguzzo, Edizioni Galleria Fumagalli, Bergamo, 2003.
- Giovanni Maria Accame, La forma plurale. Opere e artisti in Italia 1947-2000, Charta, Milano, 2010.
- Gli irripetibili anni 60. Un dialogo tra Roma e Milano (Fondazione Roma Museo - Palazzo Cipolla, Roma), catalogo della mostra, a cura di Luca Massimo Barbero, Skira, Milano, 2011.
- Cantiere del ’900. Opere dalle collezioni Intesa Sanpaolo ( Gallerie d’Italia. URL consultato il 19 novembre 2019 (archiviato dall'url originale il 24 febbraio 2018). - Piazza Scala, Milano), catalogo della mostra, a cura di Francesco Tedeschi, Skira, Milano, 2012.
- Immagine della Luce. Artisti della contemporaneità internazionale per Villa Clerici, catalogo della mostra, testi di Paolo Bolpagni,  Francesca Pola, poesia di Carlo Invernizzi, Galleria d’Arte Sacra dei Contemporanei di Villa Clerici, Milano, 2012.
- Postwar. Protagonisti italiani, catalogo della mostra, Peggy Guggenheim Collection, Venezia, 2013.
- Cantiere del ’900 2. Opere dalle collezioni Intesa Sanpaolo, a cura di Francesco Tedeschi, Skira editore, Milano, 2015.